# Аллегені Тауншип (округ Кембрія, Пенсільванія)
Аллегені Тауншип (англ. Allegheny Township) — селище (англ. township) в США, в окрузі Кембрія штату Пенсільванія. Населення — 2815 осіб (2020).

## Демографія
Згідно з переписом 2010 року, у селищі мешкала 2851 особа в 615 домогосподарствах у складі 476 родин. Було 682 помешкання
Расовий склад населення:
| - 77,5 % — білих - 15,9 % — чорних або афроамериканців - 0,7 % — корінних американців - 0,6 % — азіатів - 3,3 % — осіб інших рас |

До двох чи більше рас належало 1,9 %. Частка іспаномовних становила 8,6 % від усіх жителів.
За віковим діапазоном населення розподілялося таким чином: 15,1 % — особи молодші 18 років, 76,7 % — особи у віці 18—64 років, 8,2 % — особи у віці 65 років та старші. Медіана віку мешканця становила 38,4 року. На 100 осіб жіночої статі у селищі припадало 200,4 чоловіків;  на 100 жінок у віці від 18 років та старших — 218,0 чоловіків також старших 18 років.
Середній дохід на одне домашнє господарство  становив 69 892 долари США (медіана — 60 909), а середній дохід на одну сім'ю — 79 006 доларів (медіана — 71 250). Медіана доходів становила 32 225 доларів для чоловіків та 30 234 долари для жінок. За межею бідності перебувало 9,1 % осіб, у тому числі 12,7 % дітей у віці до 18 років та 4,3 % осіб у віці 65 років та старших.
Цивільне працевлаштоване населення становило 697 осіб. Основні галузі зайнятості: освіта, охорона здоров'я та соціальна допомога — 35,3 %, роздрібна торгівля — 11,6 %, транспорт — 8,6 %, виробництво — 8,6 %.